# Luis Beltrán Prieto Figueroa
Luis Beltrán Prieto Figueroa (La Asunción, 14 de marzo de 1902-Caracas, 23 de abril de 1993), fue un educador, filósofo de la educación, abogado, político, poeta y crítico literario venezolano.

## Biografía

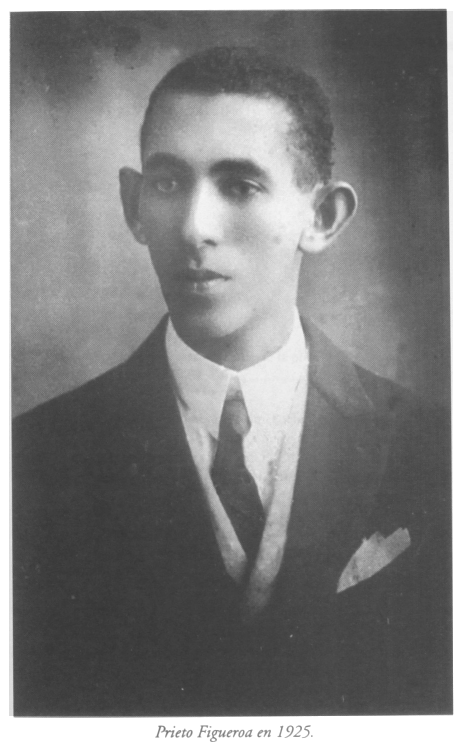
Luis Beltrán Prieto Figueroa. 1925

### Infancia y juventud

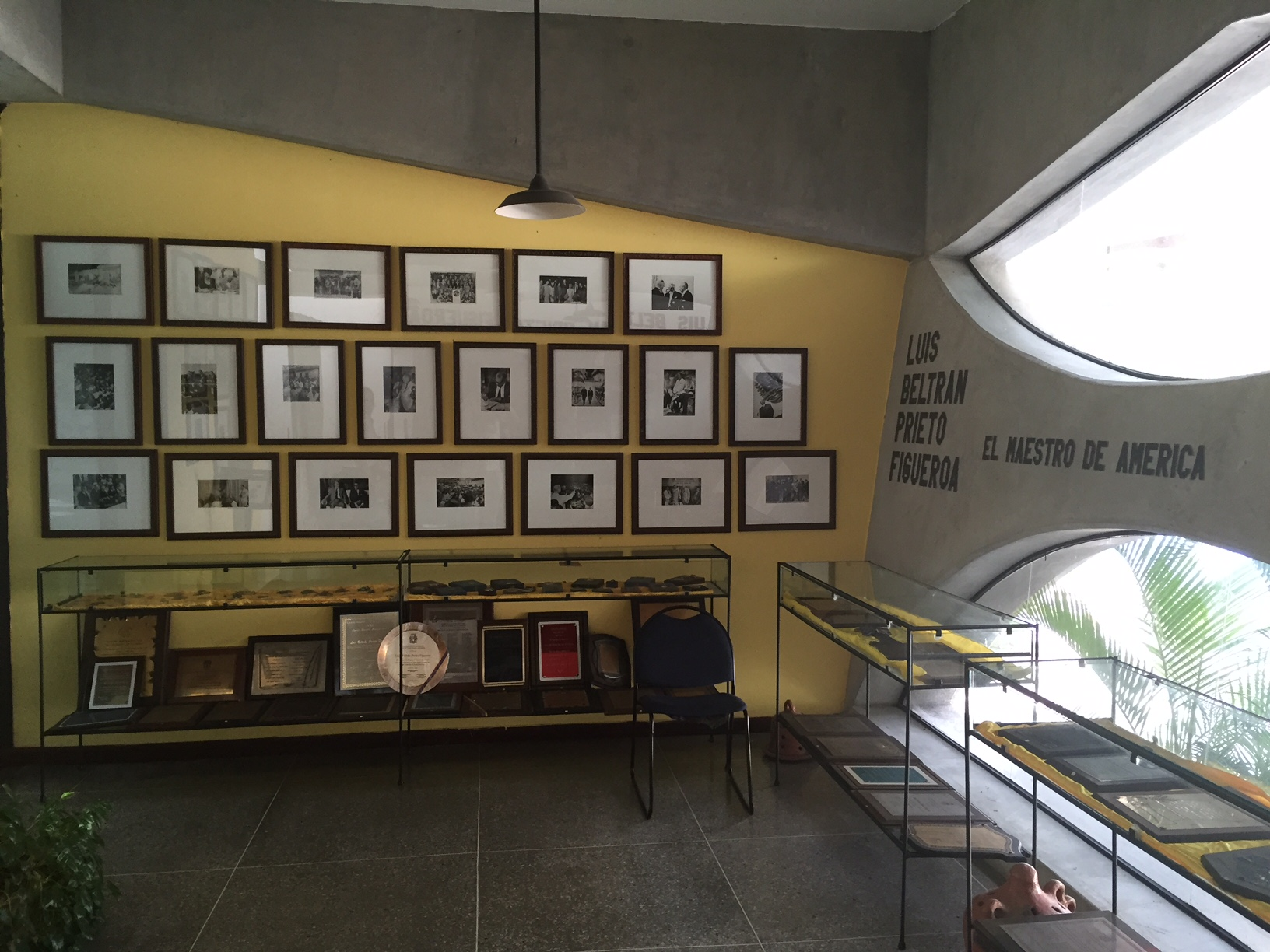
Sala Luis Beltrán Prieto Figueroa de la Biblioteca Loreto Prieto Higuerey, en su natal La Asunción

Nacido en La Asunción, capital del estado Nueva Esparta. Hijo de Loreto Prieto Higuerey y Josefa Figueroa. Realizó sus estudios primarios en la Escuela Federal Francisco Esteban Gómez de su ciudad natal, y en 1918 inició estudios de secundaria en el Colegio Federal hasta 1925 cuando se trasladó a Caracas donde concluyó sus estudios de secundaria en el liceo Caracas en 1927. Egresa de la Universidad Central de Venezuela en 1934, con el título de doctor en Ciencias Políticas y Sociales.

## Labor educativa

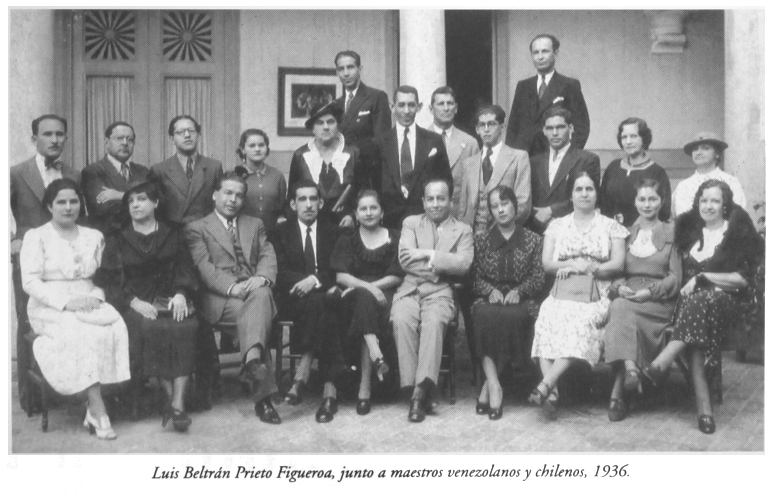
Luis Beltrán Prieto Figueroa junto a maestros venezolanos y chilenos en 1936.

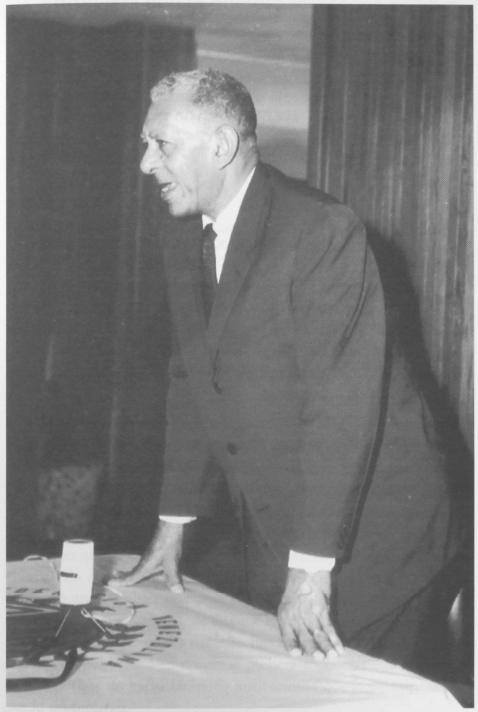
Luis Beltrán Prieto Figueroa en 1936.

Desde muy joven se dedicó a la docencia. Fue maestro en la Escuela Francisco Esteban Gómez de La Asunción, en donde impartió estudios de primaria. Profesor de secundaria en el Liceo Andrés Bello, Instituto San Pablo y escuelas normales. Profesor a nivel superior en el Instituto Pedagógico Nacional y en la Universidad Central de Venezuela. Fue fundador y primer presidente de la Federación Venezolana de Maestros en 1936. Se consideró uno de los mejores pedagogos de América.

## Vida política
Entró de lleno en la política a ser uno de los cofundadores del partido de Acción Democrática en 1941, formó parte de la Junta Revolucionaria de Gobierno que surgió al ser derrocado el presidente Isaías Medina Angarita, el 18 de octubre de 1945. Fundó el partido de izquierda Movimiento Electoral del Pueblo (MEP). El 8 de abril de 1947 firmó el decreto para la edición de las Obras Completas del Libertador, compiladas por Vicente Lecuna que circularon el mismo año, y creó la Comisión Organizadora de las Obras Completas de Andrés Bello. Mediante una resolución del 10 de julio del mismo año, transformó las viejas Escuelas de Artes y Oficios para Hombres en Escuelas Técnica Industrial. En 1948 fue designado por el presidente Rómulo Gallegos, Ministro de Educación. 

Fue coautor del primer proyecto de Ley de Educación en 1948, y de la Ley de Educación, aprobada el 9 de julio de 1980. Uno de los principales aportes teóricos de Prieto sobre la educación, fue la tesis del Estado docente, la cual elaboró a partir del concepto Estado social de Hermann Heller, de la escuela política alemana. Esta tesis la expuso Prieto Figueroa en una conferencia dictada en la escuela normal Miguel Antonio Caro, en agosto de 1946, en los siguientes términos:
"Todo Estado responsable y con autoridad real asume como función suya la orientación general de la educación. Esa orientación expresa su doctrina política y en consecuencia, conforma la conciencia de los ciudadanos".
De acuerdo con lo anterior, la educación debía responder al interés de la mayoría y en tal sentido habría de ser democrática, gratuita y obligatoria combinando la igualdad de oportunidades y la selección sobre la base de las capacidades del individuo.
En cuanto a los diversos cargos públicos que ocupó, tenemos que fue senador por el estado Nueva Esparta (1936-1941; 1959-1969), presidente del Consejo Permanente de Cultura del Senado (1974-1979). Entre 1962 y 1967 fue presidente del Congreso de la República. Antes de esto había sido secretario general de la Junta Revolucionaria de Gobierno (1945-1948) y ministro de Educación (1947-1948). A raíz del golpe de Estado en Venezuela de 1948, Prieto Figueroa fue al exilio en Cuba, donde fue contratado como profesor por la Universidad de La Habana (1950-1951). Luego se dedicó a la labor educativa en el exterior como jefe de misión al servicio de la Unesco, primero en Costa Rica (1951-1955) y luego en Honduras (1955-1958). Con el restablecimiento de la democracia el 23 de enero de 1958, regresó a Venezuela.
El 22 de agosto de 1959, durante el gobierno de Rómulo Betancourt fundó el Instituto Nacional de Cooperación Educativa (INCE, actual INCES) con una Ley basada en las ideas de este insigne maestro, probo en una educación totalmente diferente para su época, con énfasis en el trabajo, las capacidades y el oficio. 

Luis Beltran Prieto Figueroa después de recibir una condecoración en la Federación Venezolana de Maestros en 1965

En 1964, uno de los puentes colgantes del parque nacional La Llovizna, ubicado en el estado Bolívar, al sur de Venezuela, colapsa, causando la tragedia donde fallece un grupo de maestros que visitaban la región para asistir a la convención de la Federación Venezolana de Maestros. Prieto Figueroa, quien no estaba en el puente al momento de la tragedia, salva su vida por mera coincidencia, porque cuando se dirigía al mismo, un grupo de periodistas lo interceptó para hacerle preguntas sobre la convención magisterial.

## Campaña presidencial de 1968

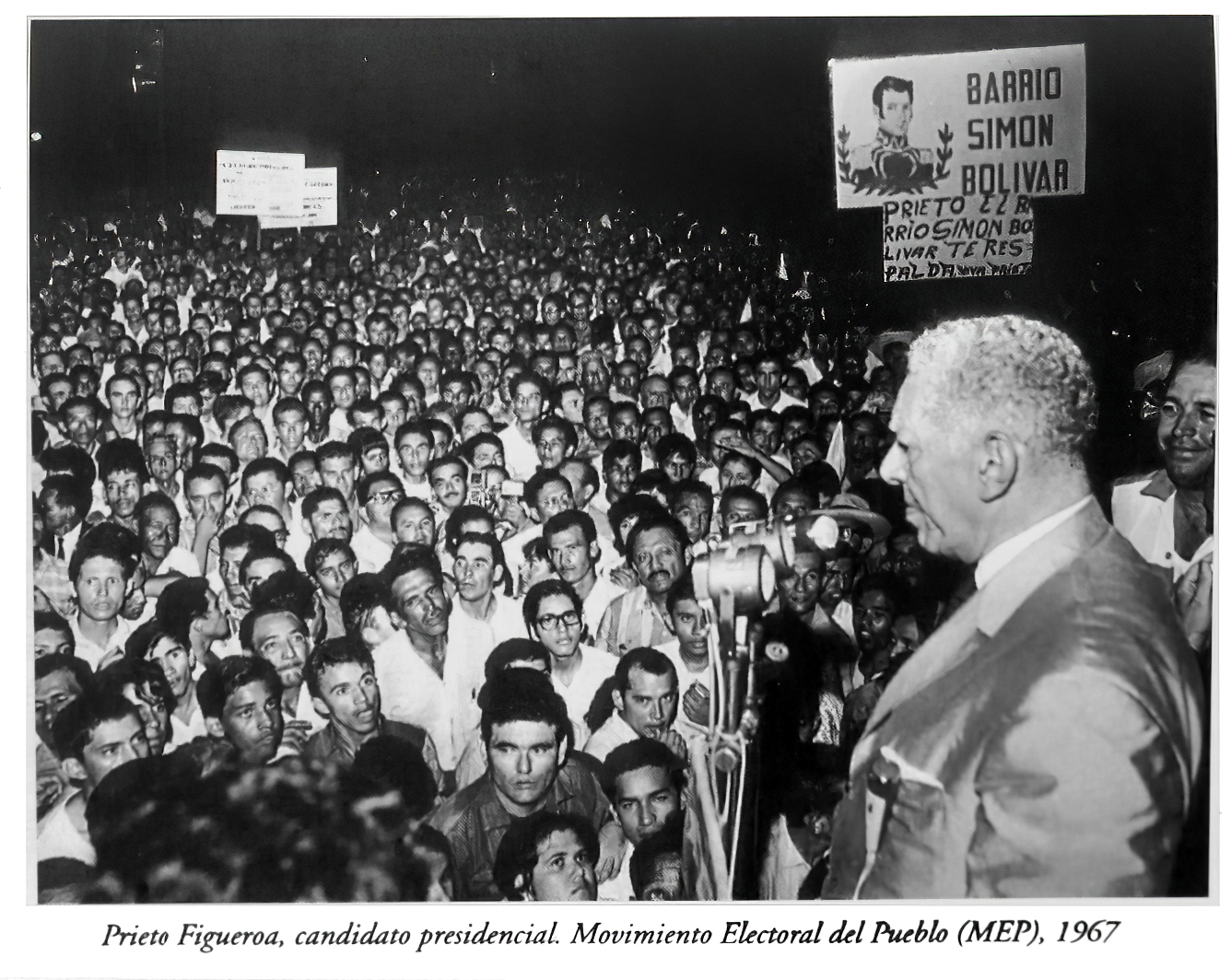
Luis Beltrán Prieto Figueroa durante la campaña presidencial del Movimiento Electoral del Pueblo de 1968.

Presidió el Congreso Nacional desde 1962 hasta 1966. Separado de su partido, fundó el Movimiento Electoral del Pueblo (MEP) conformado por disidentes del de AD, entre ellos Jesús Ángel Paz Galárraga, presentándose como candidato a la presidencia de la república en los comicios efectuados en 1968 y 1978, obteniendo el 19,34 % y el 1,12 % de los votos (cuarto y quinto lugar, respectivamente). Argumentó un supuesto fraude electoral en 1968. En 1986 formó parte de la Comisión Presidencial del Proyecto Educativo Nacional, coordinada por Arturo Uslar Pietri. Murió en Caracas el 23 de abril de 1993, a la edad de 91 años. Fue considerado como "el maestro de América".

## Actividad literaria
En 1984 fue incorporado como individuo de número de la Academia Venezolana de la Lengua. Luego de cumplir setenta años, se dio a conocer en el campo de la poesía.

## Obras
En el aspecto literario escribió diversos discursos, prólogos y libros, algunos con varias reediciones, fundamentalmente sobre temas educativos, políticos y poesía.

### Temas educativos, sociales y humanísticos
- Principios generales de la educación
- El Estado docente
- Los maestros, eunucos políticos (1938)
- La magia de los libros (1955)
- Joven, empínate (1968)
- Maestros de América (1975)
- El Estado y la educación en América Latina (1978)
- Las ideas no se degüellan (1980)
- Pido la palabra (1982)
- Mi hermana María Secundina y otras escrituras (1984)
- Tejer y destejer (1988)
- El Maestro como líder (2003)

### Poemarios
- Mural de mi ciudad. Caracas, Editorial Arte, 1975
- Verba mínima. Caracas, Editorial Arte, 1978; Fundación Luis Beltrán Prieto Figueroa, 2005.
- Norte del norte de la tierra isleña. Caracas, s.n., 1980.
- Bajo la sombra de los datileros, Caracas, s,n, 1980
- Isla de azul y viento. Caracas, Ediciones Centauro, 1986.
- La poesía de los pueblos con sed. Caracas, Lagoven, 1986. ISBN 10: 9802590479 ISBN 13: 9789802590476
- La azul claridad de Pampatar. Caracas, s.n. 1987.
- Obra poética de Luis Beltrán Prieto Figueroa, Efraín Subero, compilador. Caracas, Universidad Pedagógica Experimental Libertador, 2001
- La poesía de Luis Beltrán Prieto Figueroa vista por los niños. Caracas : Ediciones del Rectorado UNA, 2003. ISBN-980-236-626-9
- Soy tu voz en el viento. Poesía reunida, prólogo de Gustavo Pereira. Caracas: Fundación Luis Beltrán Prieto Figueroa; Fundación Editorial el perro y la rana, 2018.

Sus libros reúnen sus preocupaciones políticas, pedagógicas y sociales. En 1986 comenzaron a publicarse sus Obras Completas, de las cuales llegaron a circular sólo 2 volúmenes. Era también colaborador de importantes diarios venezolanos y extranjeros.

## Honores
En Nueva Esparta, diversas instituciones llevan su epónimo entre ellas: 
- Biblioteca Dr. Luis Beltrán Prieto Figueroa en Boca de Pozo Península de Macanao.
- Biblioteca Luis Beltrán Prieto Figueroa en Villa Rosa Municipio García.
- Biblioteca Luis Beltrán Prieto Figueroa en la UNEFA en Juan Griego Municipio Marcano.
- C.E.I. Luis Beltrán Prieto en Juan Griego.
- Espacio comunitario Dr. Luis Beltrán Prieto Figueroa en La Asunción en donde funciona Min-cultura y la UNEARTE.
- Universidad Pedagógica Experimental Libertador "Luis Beltrán Prieto Figueroa" ubicada en la Av. El Estudiante (Los Horcones) con calle 64, Barquisimeto, estado Lara.